# Nhạc ballad Hàn Quốc
Nhạc ballad Hàn Quốc (tiếng Anh: Korean ballad, viết tắt: K-ballad) là một thể loại nhạc tại Hàn Quốc. Dòng nhạc này bắt đầu trở nên nổi tiếng vào thập niên 1980, và có sức ảnh hưởng cũng như tiến triển thành nhiều phong cách âm nhạc khác nhau. Nhạc ballad Hàn Quốc vốn có nguồn gốc từ dòng nhạc blues.

## Tổng quan
Bắt nguồn từ dòng nhạc ballad trữ tình nổi tiếng trên trường quốc tế, dòng nhạc ballad phổ thông Hàn Quốc đã trở thành phong cách âm nhạc được cả nước công nhận và cực kỳ phổ biến tại Hàn Quốc. Những bản ballad năng lượng đến từ phương Tây, bao gồm các ca khúc của Barbara Streisand và Lionel Richie đã dung dưỡng cho sự lớn mạnh và độ phổ biến của ballad với vai trò là một dòng nhạc tại Hàn Quốc. Đạt được độ nổi tiếng cùng với nhạc trot vào thập niên 1960, nhạc ballad được xác định là "một bản tình ca chậm rãi được tạo nên từ một thang âm bảy nốt của phương Tây". Tuy nhiên, phải đến tận thập niên 1980 thì phong cách ca khúc ballad mới được phổ biến trong nền văn hóa thịnh hành ở Hàn Quốc. Đi từ sự nổi tiếng thông qua các phương tiện truyền thông, dòng nhạc ballad Hàn Quốc đã có sức ảnh hưởng và phát triển thành nhiều phong cách âm nhạc khác nhau.

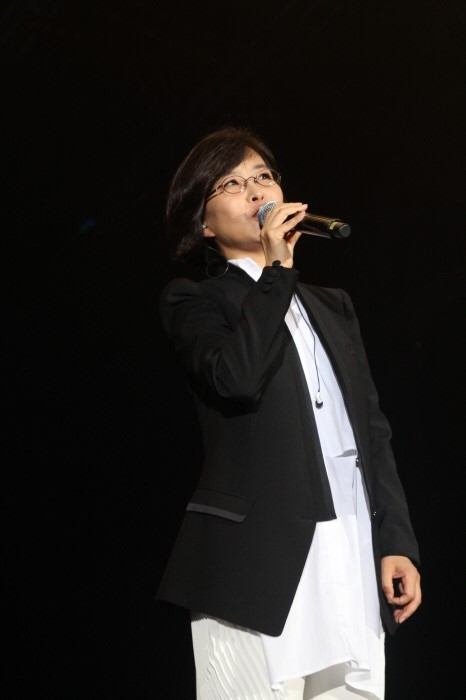
Nữ ca sĩ nhạc ballad nổi tiếng Lee Sun-hee.

Các ca sĩ nhạc ballad nổi tiếng trong lịch sử Hàn Quốc gồm có: Lee Moon-se, Hye Eun-yi và Lee Sun-hee. 
| Tên bài hát                          | Ca sĩ          | Năm  | Người viết nhạc |
| ------------------------------------ | -------------- | ---- | --------------- |
| Anh chưa hề biết                     | Lee Moon-se    | 1985 | Lee Young-hoon  |
| Chỉ là riêng anh                     | Byun Jin-sub   | 1988 | Ha Kwang-hun    |
| Trái tim trống rỗng                  | Lee Seung-hwan | 1989 | Oh Tae-ho       |
| Tình yêu vô hình                     | Shin Seung Hun | 1991 | Không rõ        |
| Hình bóng em phảng phất trên nụ cười | Shin Seung Hun | 1991 | Không rõ        |
| Lên thiên đường                      | Jo Sung-mo     | 1998 | Không rõ        |

## Nghệ sĩ
- Cho Duk-bae
- Cho Kyu-hyun
- Hwang Chi-yeul
- Hye Eun-yi
- Huh Gak
- IU
- Jung Seung-hwan
- Kim Dong-ryul
- Kim Hyun-chul
- Kim Kyung-ho
- Lee Moon-se
- Lee Seung-hee
- Lee Seung-gi
- Lee Sun-hee
- Lee Young-hun
- Park Hyo-shin
- Seo Taiji
- Shin Hye-sung
- Shin Seung-hun
- Sung Si-kyung
- Yoo Jae-ha

## Nhóm nhạc
- Buzz
- BtoB
- MeloMance
- Vromance
- Yada